# Доленко Надія Іванівна
Надія Іванівна Доленко (нар. 1954, тепер Роменський район Сумської області) — українська радянська діячка, новатор виробництва, робітниця-в'язальниця Роменського заводу автоматичних телефонних станцій Сумської області. Депутат Верховної Ради УРСР 10-го скликання.

## Біографія
Закінчила Бобрицьку середню школу Роменського району Сумської області.
З 1971 року — робітниця-в'язальниця Роменського заводу автоматичних телефонних станцій Сумської області.
Член ВЛКСМ. Обиралася членом заводського і Роменського міського комітетів ЛКСМУ Сумської області.

## Нагороди
- медаль «За трудову відзнаку» (1978)